# Michel Ferté

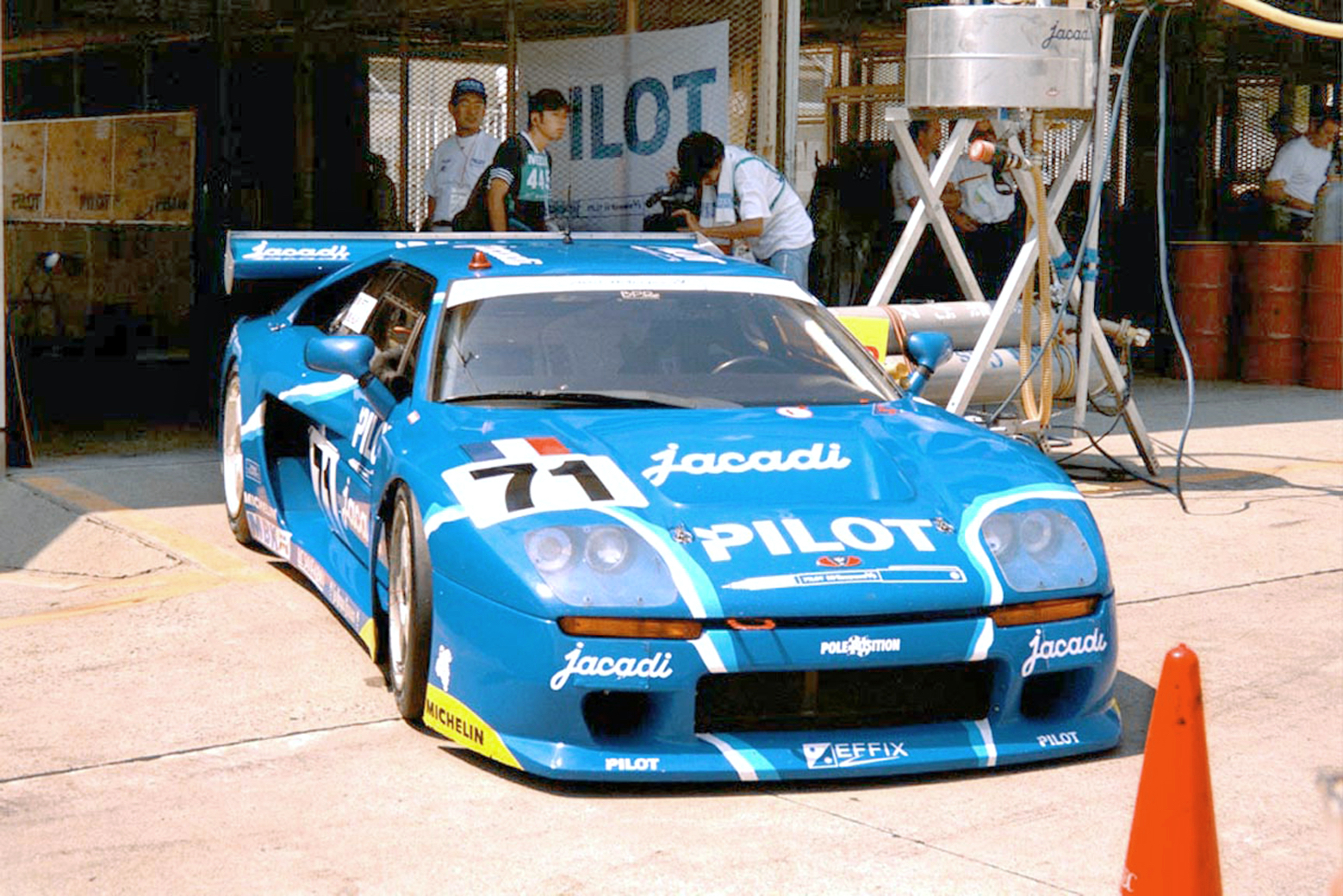
Der Venturi 600LM von Michel Ferté und Eric Hélary, gefahren beim 1000-km-Rennen von Suzuka 1994

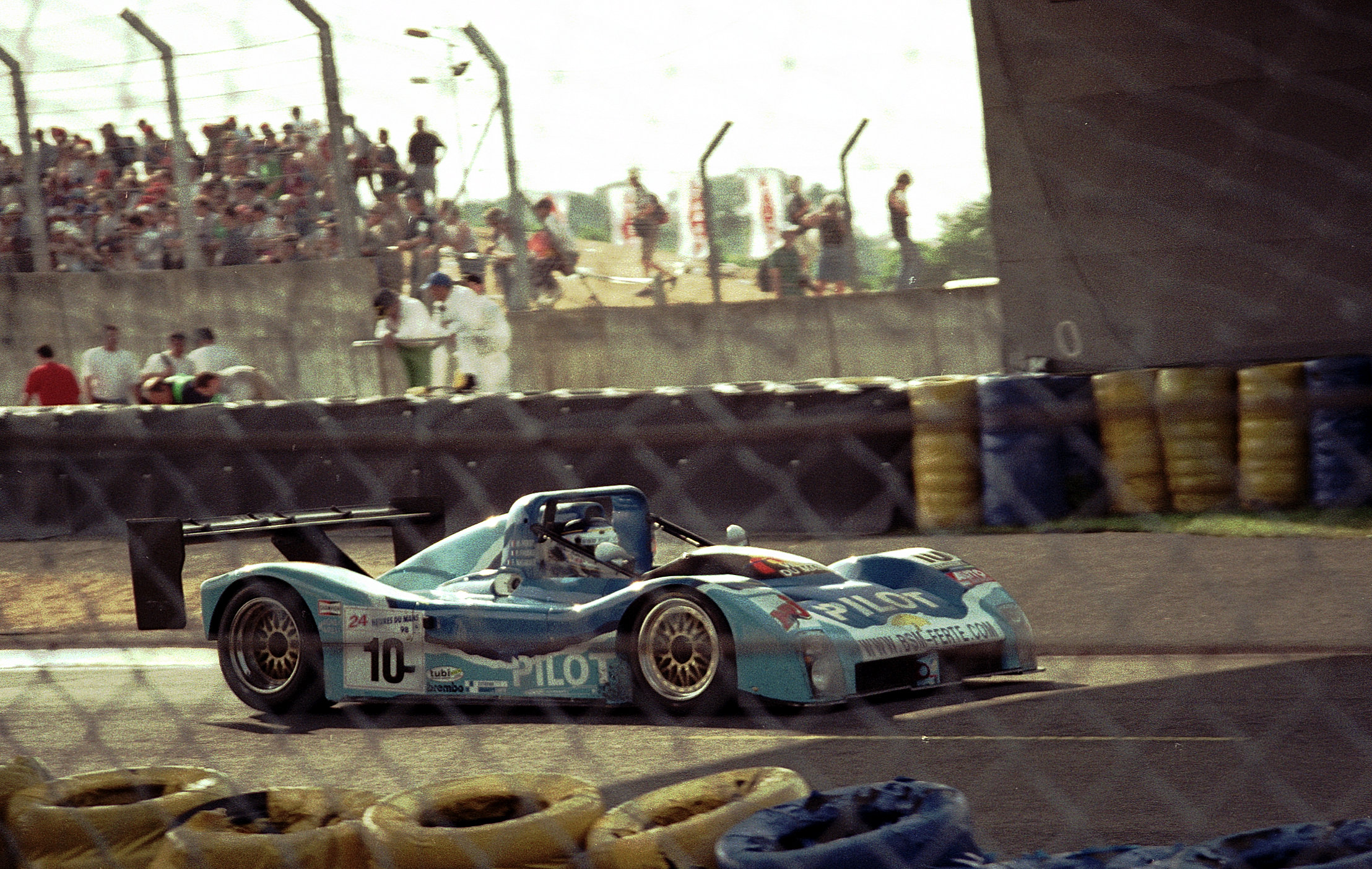
Der von Michel Ferté gefahrenen Ferrari 333SP beim 24-Stunden-Rennen von Le Mans 1998

Michel Ferté (* 8. Dezember 1958 in Falaise; † 4. Januar 2023) war ein französischer Automobilrennfahrer. Er war der jüngere Bruder von Alain Ferté. 

## Karriere
Er begann Anfang der 1980er Jahre mit dem Rennsport und fuhr in der Formel 3, der Formel 2 und der Formel 3000. Er war drei Jahre lang Formel-1-Testfahrer, bekam aber nie einen Stammplatz als Rennpilot. Außerdem fuhr er Tourenwagenrennen, Eisrennen und Sportwagenrennen.
Michel ist der jüngere Bruder von Alain Ferté, der ebenfalls Rennfahrer war. Er startete in den frühen 1980er Jahren in der französischen Formel-3-Meisterschaft, die er 1983 für sich entschied. Auch das prestigeträchtige Formel-3-Rennen in Monaco gewann er in diesem Jahr auf einem Martini-Alfa-Romeo für das ORECA-Team. Außerdem ging er 1983 erstmals beim 24-Stunden-Rennen von Le Mans an den Start. Zusammen mit seinem Bruder und Jean Rondeau fuhr er einen Rondeau M482-Cosworth, der allerdings nicht das Ziel erreichte. Im November des Jahres testete er einen Ligier JS21 in Le Castellet und sagte später in Interviews, dass er für die Saison 1984 der zweite Fahrer bei Ligier sei. Allerdings erhielt François Hesnault das Cockpit und Ferté musste sich mit einem Testvertrag und einer Saison in der Formel 2 zufriedengeben.
Mit einem Martini-BMW wurde er beim ersten Saisonrennen der Formel 2 Anfang April in Silverstone Dritter. Auch beim zweiten Lauf der Formel-2-Europameisterschaft in Hockenheim beendete er das Rennen auf Rang drei. Beim dritten Rennen in Thruxton kam er nicht ins Ziel. Die nächsten beiden Rennen fanden in Italien statt, wobei er in Vallelunga den vierten und in Mugello den zweiten Platz einfahren konnte. Ein Unfall in der zwölften Runde des Rennens in Pau stoppte seinen guten Lauf. Beim folgenden Rennen in Hockenheim wurde er wieder Dritter, in Misano sah er erneut das Ziel nicht, in Pergusa erreichte er den fünften Rang und in Silverstone wiederum einen Unfall. Beim Saisonfinale in Brands Hatch beendete er das Jahr mit einem zweiten Platz. Auch bei den 24 Stunden von Le Mans ging er wieder an den Start. Diesmal in einem Porsche 962, mit dem er wiederum nicht das Ziel erreichte.
Für das Jahr 1985 wurde die Formel 2 durch die Formel 3000 ersetzt. Ferté war der schnellste der Fahrer, die mit einem March-85B-Chassis fuhren. Beim ersten Rennen in Silverstone startete er von der Pole-Position und war nach dem Rennen enttäuscht, dass er im Rennen nur den dritten Platz einfahren konnte. Auch bei den nächsten beiden Rennen in Thruxton und Estoril wurde er Dritter. Der Besuch des Podiums in Estoril sollte der letzte in diesem Jahr sein. Das nächste Rennen, welches auf dem Nürburgring stattfinden sollte, musste wegen Schnee abgesagt werden. Beim Rennen in Spa-Francorchamps wurde die Strecke, die teilweise aufbrach, durch schlechtes Wetter verwüstet. Michel und Alain Ferté starteten von den Positionen eins und zwei in das Rennen. Zu diesem Zeitpunkt war es das erste Mal, dass zwei Brüder sich die erste Startreihe in einem großen europäischen Monoposto-Rennen teilten. Der wenige Grip machte das Rennen schwierig und nur sechs Fahrzeuge kamen ins Ziel. Mike Thackwell gewann das Rennen vor Alain Ferté und Michel drehte sich ins Aus. Mit dem vierten Platz beim letzten Saisonrennen in Donington sicherte er sich mit 17 Punkten den fünften Rang im Gesamtklassement. Die Ausfälle in Vallelunga, Pau, Spa-Francorchamps, Pergusa, auf dem Österreichring und in Zandvoort ruinierten seine Meisterschaftschancen. Christian Danner gewann die Meisterschaft mit 51 Punkten, sein Bruder Alain wurde Neunter mit 10 Punkten.
Es sah wiederum so aus, als könnte er einen Platz in der Formel 1 ergattern, diesmal bei Brabham, aber auch diesmal wurde nichts daraus und er blieb in der Formel 3000. In der Saison 1986 war er beständiger und sah nur ein Mal das Ziel nicht. Mit drei zweiten und zwei dritten Plätzen belegte er am Ende mit 24 Punkten wieder den fünften Gesamtrang. Ivan Capelli wurde mit 38 Punkten Europameister.
In der Saison 1987, in der er nicht an allen Rennen teilnahm, teilte er sich mit Mark Blundell den 14. Gesamtrang. Er fuhr für das Team BS Automotive von Bob Sparshott und musste auf sein neues Auto warten. Mit diesem fuhr er dann nur vier Rennen, wobei der dritte Platz in Pau sein bestes Ergebnis war. Im Jahr 1988 belegte er zusammen mit Andrea Chiesa mit nur einem Punkt den 20. Platz in der Endwertung. Nach vier Jahren Pause startete er 1988 auch wieder bei den 24 Stunden von Le Mans. Zusammen mit Pierre-Henri Raphanel fuhr er einen Cougar C20B Porsche und erreichte abermals nicht das Ziel wegen eines Feuers in der Box.
Danach gab er den Traum, in der Formel 1 fahren zu können auf und ging in anderen Rennserien an den Start. Er fuhr in Supertourenwagen, in der IMSA-Rennserie, Eisrennen und in Sportwagen-Prototypen. 1989 fuhr er zusammen mit seinem Bruder und Eliseo Salazar in einem Jaguar XJR-9 LM bei den 24 Stunden von Le Mans auf den achten Platz. 1990 erreichte er mit dem zweiten Platz sein bestes Ergebnis bei diesem Rennen. Er teilte sich mit Davy Jones und Raul Boesel einen Jaguar XJR-12. Letztmals ging er 2003 in Le Mans an den Start.
Er starb nach langer Krankheit im Januar 2023.

## Statistik

### Le-Mans-Ergebnisse
| Jahr | Team                       | Fahrzeug              | Teamkollege           | Teamkollege          | Platzierung | Ausfallgrund          |
| ---- | -------------------------- | --------------------- | --------------------- | -------------------- | ----------- | --------------------- |
| 1983 | Ford France                | Rondeau M482          | Jean Rondeau          | Alain Ferté          | Ausfall     | Motorschaden          |
| 1984 | Henn’s T-Bird Swap Shop    | Porsche 962           | Edgar Dören           | Preston Henn         | Ausfall     | Zündung               |
| 1988 | Primagaz Competition       | Cougar C20B           | Pierre-Henri Raphanel |                      | Ausfall     | Feuer beim Boxenstopp |
| 1989 | Silk Cut Jaguar            | Jaguar XJR-9LM        | Eliseo Salazar        | Alain Ferté          | Rang 8      |                       |
| 1990 | Silk Cut Jaguar            | Jaguar XJR-12         | Eliseo Salazar        | Davy Jones           | Ausfall     | Motorschaden          |
| 1991 | Silk Cut Jaguar            | Jaguar XJR-12         | Raul Boesel           | Davy Jones           | Rang 2      |                       |
| 1994 | Société Jacadi Racing      | Venturi 600LM         | Olivier Grouillard    | Michel Neugarten     | Ausfall     | Motorschaden          |
| 1995 | Pilot Aldix Racing         | Ferrari F40LM         | Olivier Thévenin      | Carlos Palau         | Rang 12     |                       |
| 1996 | Pilot Pen Racing           | Ferrari F40LM         | Olivier Thévenin      | Nicolas Leboissetier | Ausfall     | Feuer                 |
| 1997 | Pilot Racing               | Ferrari 333SP         | Adrián Campos         | Charlie Nearburg     | Ausfall     | Benzinsystem          |
| 1998 | Pilot Racing               | Ferrari 333SP         | Pascal Fabre          | François Migault     | Ausfall     | Getriebeschaden       |
| 1999 | Pescarolo Promotion Racing | Courage C50           | Henri Pescarolo       | Patrice Gay          | Rang 9      |                       |
| 2003 | XL Racing                  | Ferrari 550 Maranello | Gaël Lesoudier        | Ange Barde           | Ausfall     | Feuer                 |

### Einzelergebnisse in der Sportwagen-Weltmeisterschaft
| Saison | Team                | Rennwagen     | 1   | 2   | 3   | 4   | 5   | 6   | 7   | 8   | 9   | 10  | 11  |
| ------ | ------------------- | ------------- | --- | --- | --- | --- | --- | --- | --- | --- | --- | --- | --- |
| 1983   | Ford France         | Rondeau M482  | MON | SIL | NÜR | LEM | SPA | FUJ | KYA |     |     |     |     |
| 1983   | Ford France         | Rondeau M482  | DNF |     |     |     |     |     |     |     |     |     |     |
| 1984   | Henn’s T-Bird       | Porsche 962   | MON | SIL | LEM | NÜR | BRH | MOS | SPA | IMO | FUJ | KYA | SAN |
| 1984   | Henn’s T-Bird       | Porsche 962   | DNF |     |     |     |     |     |     |     |     |     |     |
| 1988   | Courage Compétition | Cougar C20    | JER | JAR | MON | SIL | LEM | BRÜ | BRH | NÜR | SPA | FUJ | SAN |
| 1988   | Courage Compétition | Cougar C20    |     | DNF |     |     |     |     |     |     |     |     |     |
| 1991   | Jaguar              | Jaguar XJR-12 | SUZ | MON | SIL | LEM | NÜR | MAG | MEX | AUT |     |     |     |
| 1991   | Jaguar              | Jaguar XJR-12 | 2   |     |     |     |     |     |     |     |     |     |     |